# Boeing Starliner-1
Boeing Starliner-1, также известный как CTS-1, — планируемый первый штатный пилотируемый полёт к МКС американского частного корабля Starliner компании Boeing в рамках второго этапа программы НАСА по развитию частных пилотируемых космических кораблей.

## Подготовка к полёту
Из-за многочисленных задержек при проведении испытательных полётов, планируемые сроки начала штатных полётов неоднократно сдвигались. В июне 2020 года предполагалось, что запуск может состояться в феврале 2022 года. В апреле 2023 года запуск намечался летом 2024 года. По состоянию на октябрь 2023 года, запуск ожидался в 2025 году.

## Экипаж
Планировалось, что в состав экипажа войдут Джош Кассада (НАСА) и Коити Ваката (JAXA), но позднее они вошли в состав экипажа SpaceX Crew-5. 25 августа 2020 года НАСА объявило, что Джанетт Эппс войдёт в состав экипажа. 30 сентября 2022 года Скотт Тингл был назначен командиром, а Майкл Финк — пилотом. В ноябре 2023 года Сергей Крикалёв сообщил, что российский космонавт не войдёт в состав экипажа, пока не будет завершена оценка безопасности корабля. 22 ноября 2023 года Канадское космическое агентство объявило о назначении в экипаж Джошуа Кутрика.
| Космонавт            | Должность           | № полёта        | Организация     |
| Основной экипаж      | Основной экипаж     | Основной экипаж | Основной экипаж |
| -------------------- | ------------------- | --------------- | --------------- |
| Скотт Тингл          | Командир            | 2               | НАСА            |
| Майкл Финк           | пилот               | 4               | НАСА            |
| Джошуа Кутрик        | специалист полёта 1 | 1               | ККА             |
| подлежит определению | специалист полёта 2 | -               | -               |
| Дублёры              |                     |                 |                 |
| Флаг США             | не определено       | -               | НАСА            |

## Подготовка к запуску
Ожидалось, что корабль доставит участников МКС-63/64.